# Портрет Огюста Ренуара
 «Портрет Огю́ста Ренуа́ра» — маловідомий портрет молодого Огюста Ренуара роботи Федеріка Базіля.

## Приятель і художник
Фредерік Базіль приїхав до Парижа вивчати медицину. Син заможної родини, що мала виноградники під містом Монпельє, можливо, ніколи б не зустрів бідняка Ренуара, якби не Париж і не власний провал на іспитах. Він змінив плани і подався в художники. Але і новий фах потребував навчання. Базіль прийшов у майстерню художника Шарля Глейра, що походив з Швейцарії. Там він і зустрів Ренуара, Альфреда Сіслея, Клода Моне. Молоді швидко заприятелювали. Обмежені в грошах, вони поважали багатого Базіля, особу добру, здатного фінансово підтримати друзів. Він єдиний, хто мав справжню художню майстерню і дозволяв приятелям працювати разом. В майстерні Базіля місяцями працювали Клод Моне, а пізніше П'єр-Огюст Ренуар.

## Портрет пензля Базіля
Добрі стосунки з Ренуаром і сприяли появі портрета, одного з перших в творчості Базіля. Він побачив щось незвичне в поведінці молодого Ренуара, ламаного бідністю і злиднями. Незвичною була і поза, далека від буржуазної добропорядності. Ренуар позував, але забув про маску люб'язності, світськості, таку обов'язкову на людях для парижанина. Навіть для оточення він відкривався такими незвичними сторонами характеру, що Базіль старанно поспішив перенести побачене на полотно.
Вони молоді і не знали, що чекає попереду. Ренуар доживе до 78 років і помре визнаним класиком французького живопису. Базіль загине на війні через 2 роки після появи портрета, який стане ще одним свідком їх молодої дружби.